# Asnan
Asnan település Franciaországban, Nièvre megyében. Lakosainak száma 119 fő (2022. január 1.). Asnan Challement, Germenay, Grenois, Moraches és Talon községekkel határos.

## Népesség
A település népességének változása:
| Lakosok száma | 129  | 129  | 125  | 122  | 120  | 119  | 118  | 119  |
|               | 2013 | 2015 | 2017 | 2018 | 2019 | 2020 | 2021 | 2022 |